# Врањски обичаји и веровања
Врањски обичаји и веровања су везани за обичаје градског и сеоског становништва у периоду пре и после ослобођења Врањског краја од Отоманског царства. Већина тих обичаја се временом мењала и губила, а неки од њих су опстали и до данас. Практиковали су их сви слојеви друштва, без обзира на вероисповест и етничку припадност.
Постојали су обичаји о рођењу, свадбени обичаји, како код градског тако и код сеоског становништва врањског краја. Код сеоског становништва јављало се и снохачење, које је до Другог светског рата у потпуности искорењено. Постојао је низ обичаја приликом смрти неке особе, као и низ обичаја приликом сахране и годишњице смрти. Доста обичаја је било везано и за празнике као што су Ђурђевдан, крсна слава и Божић. Постојао је и обичај по имену прочка, који је карактеристичан за јужну Србију и данашњу Македонију.
За проучавање обичаја врањског краја врло су битни радови Јована Хаџи-Васиљевића и Борисава Станковића. Радови Јована Хаџи-Васиљевића, који су засновани на теренским истраживања, незаобилазан су извор приликом проучавања Срба од ослобођења, па све до балканских ратова. Садржина књижевног дела Борисава Станковића, у многим етнографским и фолклористичким радовима идентификује се као неоспорна Врањска традиција тј. реалан опис живота и обичаја у Врању. Сања Златановић, истраживач сарадник Етнографског института САНУ, сматра да дела Борисава Станковића играју кључну улогу у томе како Врањанци конструишу свој идентитет. Она наводи: „Међутим, оно што у Бориним делима представља уметничку транспозицију стварности доживљава се као права старина.“

## Обичаји о рођењу
Код српских сељака на врањском гравитационом подручју постоји доста веровања и обичаја о рођењу, новорођенчету и породиљи. С једне стране се практикују ради заштите новорођенчета и породиље од злих духова и порођајних демона, а с друге стране ти обичаји и веровања, треба да донесу дуг живот новорођенчету и добру срећу у животу.
Постојао је обичај код сеоског друштва, када се роди мушко дете, новорођенче се односи у јасле, где се положи, а затим се одатле носи код породиље. Ово се чинило из веровања да ће дете када одрасте постати добар пастир или ратар. Ако је у питању женско дете, оно се стављало у разбој за ткање, што се чинило из веровања, да ће када порасте постати добра ткаља.
Након ослобођења Врања од Турака, у варошка насеља са доласком школованих људи и описмењавања становништва, код тадашњих сељака се створио утисак да посао чиновника доноси добру зараду уз врло мало напора. Тако су се уместо горе наведених обичаја почели практиковати други. Наиме, када је одојче враћано са крштења у родитељски дом, прво је било однето код кућног оџака „да гледа кроз оџак“, што је имало за циљ да га чува од „урокљивих очију“. Затим би га родитељи стављали у љуљку и у у руке би му стављали „плајваз“ (писаљку), а затим би узимали књигу и стављали би му је у крило и отварали, као да је дете чита. Ово се чинило из веровања да би дете када одрасте био добар ђак, а затим постао чиновник.

## Свадбени обичаји код градског становништва

### Склапање бракова
У највише случајева брак се склапао према споразуму и жељи родитеља, а у неким случајевима момак и девојка се никада нису ни видели. Просидба се обављала преко проводаџије (посредника између момачког и девојачког домаћинства). Када девојкина породица пристане на просидбу, поручује се момковој породици да дође на „пијење.“ Веридба се обично закључује недељом или за време неког празничког дана, затим иде „испит“ па свадба. За прошевину и испит, обавља се међусобно даривање. У Врању је постојао стари обичај проводаџисања момку за неку девојку. Проводаџија се слао младожењи, са подацима о девојци њеној спреми и евентуалном наслеђу од родовске куће. Сматрало се да јединац има предност за избор девојке, којом жели да се ожени. Није се практиковало да млађи брат прежени старијег брата, а ако би до тога дошло, обично је за то пристанак давао старији брат.
Удовичка свадба је била увек веома скромна и у највише случајева без свирке и песме. Док се за младожењу, који се први пут жени набавља скупо кројено одело, удовац се обично венчава у свом празничном оделу. Када се удовац жени са удовицом, обично се узимају ујутру пре црквене службе. Да се стар човек, удовац, ожени сматрало се за срамоту, поготово ако има одрасле синове и кћери. Мушки целибат сматрао се равно смртном случају, као што се то може закључити из дела Борисава Станковића.
У врањском крају постојала су ограничења у погледу склапања бракова између младенаца. То се испољавало чак и у ограничавању склапања брачних веза младенаца становника појединих врањских махала. Нпр. становници некадашње Ковач махале нису склапали брак између себе, али су брачне везе између Ковач и некадашње Погачар махале биле опште. Општа појава код старих Врањанаца је било довођење невесте са села у град, али није било карактеристично да девојка из града оде у село за сељака. Тај став је био нарочито заступљен код имућнијих врањских махала.
Обично су варошке занатлије склапали бракове са девојкама из имућнијих сеоских породица због богатог мираза које су оне давале. Поједини трговачки слојеви врањског друштва су склапали бракове са сеоским девојкама, а познанство је долазило преко трговачких веза. „Чорбаџијска“ (имућнија) породица није обичавала да склапа брак са „керпичима“ (сељацима) и „мотикарима“ (варошком сиротињом и надничарима). Ако је и долазило до тих бракова обично би „мотикарка“ долазила у „чорбаџијску“ кућу, док су сеоски младићима могла допасти само нека богаташка „измећарка“ (слушкиња).

### Изглед свадбе и обичаји
Девојке су спремале за свадбу разноврсне дарове и „девојачку спрему“. Ту су постељина, чаршави, пешкири, јастучнице, марамице, учкуре, ћилиме, као и разни дарови за сватове и сроднике обе фамилије. За време просидбе момкова родбина даје јабуку девојци, у којој су забодени дукати, као обележје за склопљену просидбу. Након овога девојка постаје верена. По старом обичају, девојка се два-три дана после просидбе склања у комшилук, како би била поштеђена од сусрета, честитања и запиткивања од стране радозналих посетилаца и гостију. Када се испроси девојка долази „пијење“ којим се прославља веридба. После пијења долази вечера, а након вечере старешина међу просцима (обично свекар) баца новац на софру, који је намењен за „спремање“ испрошенице. У суботу, уочи свадбе млада одлази на „бањање“ са својим другарицама, девојкама и младим женама из комшилука у градски хамам. „Бањање“ испрошенице има свечан карактер, а само купање прати читав ритуал обреда, уз народне песме које певају девојке и младе жене из пратње.
Уочи почетка свадбе, невестини дарови се слажу по доксату, да би их свадбари могли видети. Затим дарови се стављају на кола, која уз пратњу свирача одлазе младожењиној кући. Девојачка кућа се богато осветли разним фењерима и свећама постављеним у чираке, па се поставе дугачке софре у којима може сести и по 30 свадбара. Прво оро води мајка испрошене девојке, носећи сито са леблебијом и разним бомбонама, која она другом руком расипа. Према народном веровању тиме се жели постићи благословен и срећан живот међу младенцима. Пошто баци део жита, она оро води и ван куће у двориште, а затим излази невестин отац који одлази у кухињу да обиђе јела које је она спремила. Након тога хвали је и даје јој нешто новца за труд. Када почну долазити гости он их дочекује и уводи у кућу.
Позната свадбена песма у Врању је била „Хаџи Гајка девојку удава.“ Ова песма се певала и приликом извођење невесте из родитељске куће. На дан свадбе, у зору, невесту облаче у невестино рухо, чешљају је и ките је њене другарице, док јој певају тужну народну песму „Да ли те је жалба твоју мајку“. Када дођу сватови по девојку, са њима је и девер који се уводи код невесте. Он је увек богато одевен и накићен. Са невестом се прво опраштају мати, затим рођаке и другарице, тек онда девер изводи невесту из куће. Свадбена поворка прво одлази у цркву на венчање, а испред младе и девера иду чочеци и играју. Иза младе прво иду жене, а затим иза њих и мужеви. У цркви младенци стоје испред олтара и имају преко руку пребачене кумовске дарове (тканину). Веровало се да ако се ако дарови падну на под, брак ће бити несрећан.
Код младожењине куће стоји свекрва. Снаха љуби свекрву у руке, свекрва снаху у образе и нико пре невесте не сме ући у младожењино двориште. На прагу куће се намести корито са водом, које по обичају невеста не сме да пређе, док свекар не баци у корито дар у новцу. Уз то он мора рећи који ће део имовине (њиве, дућана или кућа) као поклон припасти невести као лична својина. Пошто даде откуп, свекар пружа руку снахи да ова прекорачи корито с водом и уђе у двориште где је свекар води до кухиње и предаје женама.
Прву брачну ноћ младенци проводе у својој ложници, где су прострте на поду две постеље. Обичавало се да младенци прву брачну ноћ проведу у невестиној постељи. Другог дана свадбеног весеља, настаје „виђење“ или „чашћење“. Тога дана долазе жене из родбине и суседства да виде младу, међу којима млада мора бити расположена и весела. И другог дана свадбе, невеста се појављује обучена у своје невестинске хаљине. Било је случајева да свадба траје и по три дана. Но обично се завршавала даном венчања и „великом вечером“. Обичавало се да се при крају свадбе игра „шарено оро“.

## Свадбени обичаји код сеоског становништва
У сеоској средини брак је склапан посредовањем, завођењем и грабењем. Од поменутих форми само је грабење била отмица девојке и потом брак склопљен путем отмице. Овај обичај је до ослобођења Врања био у потпуности искорењен, док су се остала два облика одржала све до Другог светског рата. У сеоској средини младенци се нису уопште питали приликом склапања брака. То су одлучивали њихови родитељи и најближи рођаци. Приликом одабира гледало се да девојка буде снажна и развијена, да би могла да помаже у кућним и пољопривредним пословима. Дакле главна брига при склапању брака била је везана за радну снагу, моћ и способност девојке, која ће ступањем у брак бити од највеће користи у младожењином домаћинству.
У сва годишња доба, осим лета, свадбено весеље се одржавало у ћерани (радионица у којој се приређивала конопља). Ко није имао ћерану добијао је на услугу од сељака из свог села, који су имали ћеране. Младенци су понекад имали своју „кошару“, а ако нису имали „кошару“ младенци су прву брачну ноћ у племњи и штали код стоке на кревету, склепаног од дасака. Ко је имао ћерану, младенци би ту остали пар месеца да проводе брачни живот. У току зиме младенци су спавали у истој одаји са осталим члановима домаћинства, на посебној постељи, простртој на поду, на рогожи и чергама. Дешавао се и развод брака, а том приликом младенци би заједно поред неке речне обале или потока цепали „шамије“ (марама) или „бошче“ (кецеља, прегача).
Код склапања брачних веза, имовински и друштвени односи имали су важну улогу. Наиме, из економско јаких села нерадо су девојке удаване за младиће у брдовита сеоска насеља, која се економски била слабо развијена. На тај начин, имућнија села су била упућена једна на друге, исто је то важило и за сиромашна села.
У сеоској средини брак је склапан посредовањем, завођењем и грабењем. Од поменутих форми само је грабење била отмица девојке и потом брак склопљен путе отмице. Овај обичај је до ослобођења био у потпуности искорењен, док су се остала два облика одржала све до Другог светског рата. У сеоској средини младенци се нису уопште питали приликом склапања брака. То су одлучивали њихови родитељи и најближи рођаци. Приликом одабира гледало се да девојка буде снажна и развијена, да би могла да помаже у кућним и пољопривредним пословима. Дакле главна брига при склапању брака била је везана за радну снагу, моћ и способност девојке, која ће ступањем у брак бити од највеће користи у младожењином домаћинству.
У сва годишња доба, осим лета, свадбено весеље се одржавало у ћерани (радионица у којој се приређивала конопља). Ко није имао ћерану добијао је на услугу од сељака из свог села, који су имали ћеране. Младенци су понекад имали своју „кошару“, а ако нису имали „кошару“ младенци су прву брачну ноћ у племњи и штали код стоке, на кревету склепаном од дасака. Младенци би остали у ћерани пар месеца да проводе брачни живот. У току зиме младенци су спавали у истој одаји са осталим члановима домаћинства, на посебној постељи, простртој на поду, на рогожи и чергама. Дешавао се и развод брака, а том приликом младенци би заједно поред неке речне обале или потока цепали „шамије“ (марама) или „бошче“ (кецеља, прегача).
Код склапање брачних веза, имовински и друштвени односи имали су важну улогу. Наиме, из економско јаких села нерадо су девојке удаване за младиће у брдовита сеоска насеља, која се економски била слабо развијена. На тај начин, имућнија села су била упућена једна на друге, као што је сличан случај код склапања бракова у планинским сиромашнијим селима.

### Сроднички бракови
Пре ослобођења од Турака у Врањским селима, а и на целом југу Србије практиковали су се бракови између сродника, како по мушкој - тако и по женској линији и међу сродницима по тазбини. Такође био је био и присутан и брак између ритуалног сродства - кумства. Ти бракови су забележени у селима: Белишево, Власина, Граово, Житорађе, Јастребац, Кораћевац, Куново, Масурица, Мачкатица, Ново Село и Топли До.
Преовлађивали су и бракови склопљених у истим насељима, што говори у већини случајева да није постојало „територијално сродство“. То је сасвим разумљиво, када се узме у обзир претходно излагање да је постојало у извесној мери склапање сродничких бракова. Тако од 123 села, врањског подручја, у 62 села склапани су бракови између супружника из истог села. Ту се нарочито истичу села планинске регије, као што су: Бујковац, Власина, Јастребац, Куново, Равна Река и Топли До.

### Бракови међу малолетницима
Обичај склапања бракова међу малолетницима, очувао се и код сеоског и код градског становништва, све до ослобођења од Турака 1878. Често се брак склапао између мушкараца малолетника и одрасле девојке. Тако у преписци црквених власти врањског подручја са скопским митрополитом Пајсијем из 1860. године, наводе се примери женидбе малолетних дечака са одраслим девојкама и то у селима као што су: Белишево, Корбевац и друга. На том обичају се заснивала и појава „снохачења“ која има посебан одељак. Са ослобођењем 1878, власти су стале на пут малолетним браковим низом законских одредба, чиме је и заустављена појава снохачења.
Женидба малолетника са одраслим и зрелим девојкама највише је практикована из економских разлога, ради добијање радне снаге или пољопривредног радника. Овај обичај је нашао одраза и у народној поезији становништва југа Србије. У песми „Марко седи на високу кулу“ се иде толико далеко, да за одојче у колевци доводи снажна девојка, пољопривредни радник. Извршена је демократизација обичаја, јер девојку за сина у колевци доводи Марко по савету своје љубе.
Код врањских сељака се за време турске владавине обичавало удавање малолетних девојчица до 12 година узраста. Ово је највише било заступљено у читлучким селима, због „грабења“ и „турчења“ које су вршили Турци и Арбанаси.

### Снохачење
Снохачење, као заоставштина обичаја Јужних Словена, је постојало за време турске феудалне управе све до 1878. године односно до 1912. године када се Отоманско царство коначно повукло са Балкана. Снохачење или снохачество је забрањен сексуални однос између свекра односно патер фамилијаса и снаје, који се јавља због сексуалне незрелости или одсутности сина.
Обичај је био распрострањен, како у селима низинске регије - Поморавља, тако и у брдовитим пределима, где је било развијено печалбарство. У Поморављу, обичај се утемељио женидбом малолетног дечака, још увек неспособног за сексуалне односе, са одраслом девојком. У брдовитим печалбарским регијама, одсутност мушкараца печалбара, доводила је до појаве снохачења. Снохачење се у врањском подручју обичавало у старини, с колена на колено. И нико снохачење није сматрао за увреду или грех, па чак ни касније када синови одрасту, јер се обичај обнављао и примењивао код нових генерација.
Оно је нашло места и у једном делу романа „Нечиста крв“ Борисава Станковића. Прича се како је у прделу Пчиње познати чифчија деда Веља са свим својим снахама снохачио. Међу тим становништвом дешавало се „силно рађање деце,“ мада су мужеви већег дела времена проводила у печалби. Станковић даље пише: „Сви из једнога села као да су од једног оца, матере, једне куће, а не из читавог краја.“

### Трагови ритуалног друштвено-колективног секса
Прастари обичај колективног друштвеног секса, обављан у одређеним приликама и збивањима као ритуал. Јављао се код старих балканских народа, као и код Словена. У врањском крају се јављао код Срба у сеоским скупинама врањског подручја. Практиковао се у патријархалним сеоским скупинама врањске Пчиње. Оно у себи носи елементе ритуалног секса наслеђеног у опсегу сирвивала трачких племена и навика словенских етичких скупина, племена и народа из древне старине. У време свадбеног весеља, док се у потпуности није обликовао свадбени ритуал, у свадбеној екстази и ритуалу, није се водило рачуна ко је с киме сексуално општио. То су у ствари биле свадбене баханалије, у којима се тражила љубавна власт од стране мушкараца, са најмлађим девојкама.

## Посмртни обичаји
Код варошког друштва се поклањала велика пажња култу предака и мртвих уопште. Болесницима се посвећивала посебна нега, нарочито у исхрани. Пријатељи и суседи су показивали нарочиту пажњу болесноме, како посетама и разговорима, тако и у „понудама“ у пићу, воћу и посластицама. Одећа за сахрану се чувала још за живота.
Старо врањско гробље се налазило до саме вароши и било је ограђено зидовима. На средини гробља налазила се оронула гробљанска црква и клисарница, где су се људи склањали у случају лошег времена. Поред старовремских гробова било је и богаташких гробова где су увек горила кандила. Изнад гроба се налазио крст исклесан од камена или начињен од дрвета. До крста се налазила тестија воде у чије се грло стављао босиљак.
Прекопавање гроба се обављало после неколико година од смрти човека и његове сахране. То се радило с намером да се у исти гроб сахрани леш другог умрлог. Кости би се из гробља покупиле и ставиле у торбу, начињену од чистог платна. Пошто би кости свештеник „препојао,“ оне би биле стављене поред сандука новог леша у исти тај гроб.
Када би умро, покојнику би се спремала топла вода како би се он окупао. Покојника би обично окупао неко од његове родбине или неки пријатељ. После купања, мртваца облаче у ново одело, испруже га и положе га на одар, завежу му вилице, а на уста му ставе зелен лист да му не би ишла пена на уста. Одар се поставља испред кућне иконе. Када се положи на одар, мртвак се целива у чело, а затим присутни поседају око њега. Изнад покојникове главе гори свећа. Док је мртвац у кући кандило и свећа не смеју да се угасе, већ морају непрестано да горе.
Ожалошћене жене би се обично забрађивале црним марамама. Жене би нарицале на одру покојниковом, када се налази у кући. То би радиле тако што би збациле мараму прислониле свој образ уз образ покојника, па би тако нарицале тј. плакале на сав глас. Свака помиње своје мртве, именом их зову, наричу их и оплакују. Није се обичавало да млада жена оплакује умрлог мужа. У таквом случају она би оплакивала неког из свог рода. Код младе удовице мати би долазила сваке суботе празничним даном да преноћи код ње.
У основи, према народном веровању, које је прожето хришћанским учењем, не доликује велики плач за умрлима. У посмртном ритуалу, као обавезно се сматра да се покојник опоји и да му се удели за покој душе, а да се након ходочашћа на гробљу, враћа са гробља погружено и мирно. Приликом посете гробу, ожалошћена родбина прво целива крстачу, затим се запале свеће, а онда тек настаје плач на гробу. Поред плача и нарицања, на гробљу се увек много и једе. Обавезно се, поред свећа и тамјана, носи и цвеће. Оно се може наменити и послати као поздрав мртвима.
После сахране, даје се „упокојена вечера.“ А након тога, сваког јутра у наредних недељу дана гробље се посећивало и носила се храна и пиће, које се делило просјацима и сиротињи. Такође наредних 40 дана у кућу би долазили просјаци и сиромаси где би били нахрањени и напојени за покој душе умрлога.
Након смрти члана породице и његове сахране, одаја у којој је он за живота боравио, непрестано се проветрава. Покојникова одећа, постељина, јорган и душек у којима је умро, испере се и ставља се у дворишту да се суши. Гробље се за четрдесет дана после сахране посећује сваке суботе, где се пале свеће и кандило и дели храна и пиће. Од парастоса, нарочито се истиче четрдесетдневница, пола година и годину дана - годишњица смрти.
У старије време веровало се да се душа покојникова, на оном свету прво сусретне са умрлом родбином, а потом иде пред Бога. Том приликом мртви међу собом разговарају и распитују за живе рођаке. Напоредо са тим, верује се да самоубици на другом свету не би дали да се са својом родбином види, као и да самоубице на оном свету подлежу извесној тортури.
Био је и обичај да се први плодови воћа крушака, јабука, грожђа и слично, као први цвет убере и однесе покојнику на гроб. Воће се такође делило ван гроба за покој душе покојника. Вино које се добије од измуљаног грожђа носи се на гробље да се прелије покојников гроб.

### Задушнице
Празновале су се две задушнице: једне зими и једне лети, пред светог Николу. За ову другу се сматрало да је нарочито значајна, јер се веровало да тада мртви, који су до тада били затворени на небу, тада спуштају у своје гробове и чекају да им тога дана живи рођаци дођу на гроб, препоју гробове, окаде и заките гроб цвећем. Уз то да им се изнесу јела и пиће. Ово жртвовање хране чинило се у изобиљу, јер се веровало да ће та храна мртвима служити цело лето. На саму задушницу, када се ходочастило на гробље, варошка чаршија се затварала.
Просјаци и уопште божији људи, увек су боравили на врањском гробљу. Њима се у изобиљу делила храна и пиће за време задушнице. За време задушнице, гробље углавном посећују жене, а ређе мушкарци. Спремало се кувано жито, које се ујутру давало кокошкама да оне прве окусе, а затим неко из куће разноси по комшилуку. „Задушница“ се састоји од куваног жита, ораха, кестења, трешања, које се ставља у чанак. Уз „задушницу“ се такође меси и носи поскурица, која се дели и комшилуку.
Код старих Врањанаца обед фамилије за време задушнице је имао колективни ритуални карактер. Постављала се велика бакарна тепсија. Прво се на тепсију стављају поскурице, затим се служи ракија, па се доносе јела, највише кувана пшеница измешана са орасима и шећером. Обедује се прстима, а седи се поред синије прекрштених ногу. Све што остане после ручка од пића и хране, подели се просјацима у спомен мртвих. Ово се чинило из веровања да када се давало просјаку, као да се давало мртвима, као да су се они дигли из гробова и сами јели и пили.

## Божићни обичаји
Постојали су низ обичаја у староме Врању, како код Срба, тако и код Цинцара, Влаха и Грка. Пред Божић, кућа се прала, брисала, чистила, а посуђе (нарочито бакарно) се обавезно прало. Одржавање Божићног поста, који је трајао пет недеља, био је обавезан за све слојеве социјалне припадности и узраста припадника православне вероисповести. Ритуално причешћење, на сам Божић, вршило се са осушеним врапцима, који су се за те сврхе ловили и сушили закачени за ланце на кућном огњишту. На сам дан Божића, по кућама су паљене свеће и кандила, а уз то куће су и кађене тамњаном. Ујутру на Божић, кумови одлазе у посету код својих „кумашина“ и притом доносе на дар поморанџе.
На Божић је кућна капија широм отворена. Обавезно је да неки члан из сваког домаћинства ујутру на Божић ходочасти у цркву, где присуствује црквеној служби и узима нафору за своју породицу да би је поделио на повратку из цркве. Након повратка из цркве, ходочасника укућани љубе, а ако је у питању старија особа, љубе му такође и руку.
Пре ручка, на дан Божића, пред кућном иконом се чита молитва. За Божић се спремају јака и мрсна јела и сви чланови породице морају да окусе нешто од сваког спремљеног јела.
Осим посете посете између кумова, на дан Божића нису обичај међусобне посете. Међутим, посете се чине другог дана Божића. Током посете, ципеле се изувају приликом уласка у гостинске одаје. Жене у групама иду у посете рођацима и знанцима. Гостима се служи пиће, мезе и слаткиши. Уколико су гости поседали ставивши руке на коленима, то је био знак да се неће много задржавати у посети.

## Прочка
У старом Врању, уочи великог поста, одржавао се ритуал „прочке“. Обичавало се да цела породица одлази код најстаријег или најугледније члана фамилије или братства, где тражи опроштај, целивајући се узајамно.

## Лазарице
Прастари обичај лазарица, одржавао се у старом Врању у реткој свежини. У петак цветне недеље, лазарице, група младих девојчица, увек непарног броја обучених у свечану одећу, са једном која је играла „Лазара“, са дуваком на лицу, обилазила је све куће у граду певајући одређене лазаричке песме, и при том играјући у ритуалном ору. Лазарице су имале читав репетоар лирских песама, које су се у хору певале.</ref>

## Ускршњи обичаји
Празновање ускрса, такође прате одређени обичаји. За овај празник младима се шила нова одећа. Поред ходочашћа у цркву, на Ускрс се обављају посете рођацима, пријатељима и знанцима у току целог дана. Том приликом се обавља међусобно даривање јужним воћем (лимуни, поманаранџе) и ускршњим јајима и колачима, која се нарочито дарује деци.
Просјацима се за време Ускрса указивала посебна почаст. Они се позивају на обед, где их разврставају по полу и смешћују у различитим одајама. Женске просјакиње, опслужују само жене, а исто важи и за мушкарце. Поред ручка њима се дарује и одећа, култни хлебови звани „тутре,“ као и ускршња јаја и воће.
Код сеоског становништва у Врањском крају, постојао је обичај код православаца, да се сеоски пастири причешћују једино на Ускрс. Они су тога дана били слободни, јер су се о стадима оваца старали њихови власници.

## Ђурђевдан
У време ослобођења Турака у Врању су постојали доста обичаја везани за празник Ђурђевдан. У рану зору Ђурђевдана обављало се ритуално купање. У воду за купање, стављало се црвено ускршње јаје, здравац, дрен и друге траве које имају функцију у магији. Том водом се обављало ритуално купање. Исто тако се одлазило на купање у врањске воденице и ваљавице, где се купање обављало поред воденичног кола. Веровало се да ће онај који се окупа на Ђурђевдан, рано пре сунца, у току целе године бити здрав. Куће и друге зграде су се китиле зеленом врбом. Дућани и трговачке радње, китили су се изнад улазних врата. Овај овичај се одржао у Врањском крају до данашњег дана.
Уз то, обичавао се обичај „мантафе.“ Наиме, у чанак би се сипала вода, а у њу ставило црвено ускршње јаје, дрен, здравац, па би се све то ставило под бокор ружиног грма. На дан Ђурђевдана, свака девојка би опрала ноге свежом водом и обрисала их. Доносила би се здела испод ружиног грма, па се једна девојка покрије велом преко главе и даје јој се огледало, те она из чанка вади ките цвећа. Истовремено мантафа се изговара на турском језику, у стиховима кратких садржина. Она девојка која извади киту из чанка, док се у преводу казује мантафа. Свака девојка ово понавља све док се не заврши мантафа. Када се мантафа заврши она девојка која је последња извукла киту цвећа, вади је из чанка, а затим том водом почиње да прске девојке. Верује се да ће она девојка која буде испрскана том водом бити завршена и да ће је удати, због тога остале девојке беже од ње, како не би биле поквашене.

## Крсна слава
Припреме за крсну славу вршене су месецима, да би уочи славе било све спремно за тај свечани дан. Уочи славе, пред вече одлази неки мушкарац из куће код рођака и пријатеља, и позива их на славу тј. на славску вечеру. Позив чини са „пангуром“ ракије и јабуком. Када су у питању сродници, на славу долази цела позвана породица.
Уочи славе, увече, запале се два фењера, која се обесе у кућним капијама, да би се видело да та кућа слави. Домаћин госте дочекује гологлав. У гостинској соби поставља се дугачка трпеза (софра). За софром се седа по старешинству: старији у чело, а до њих старије жене. Млађе жене не седају за софру. Софра се прво прекрије чаршафом, па се преко тога поставља јело и пиће. У челу софре је велики славски колач, на њему су три као на крст постављене воштане свеће, чаша вина, а затим се поређају цели хлебови, а око њих се поставе чанци и кашике. Славска вечера је свечана. Уколико је крсна слава у зимско доба, за време вечере се служи воће: јабуке, крушке, грожђе из туршије и ораси.
Поред софре домаћин стоји гологлав и послужује госте. Сваки гост има преко колена пребачен убрус за брисање руку. Увече обично долази свештеник, да пресече славски колач. За време сечења колача, сви стоје, а мушкарци су уз то и гологлави. Када поп пресече колач почиње слава и тада почну здравице за славску вечеру, а затим следи и сама вечера. Током трајања вечере сви ћуте, а после вечере се диже опет здравица. Ко први тада запева, сматра се да је „отворио“ славу. Након вечере у гостинску собу улазе младе жене и девојке, а она која прва уђе каже: „На здравље и слатка вам вечера.“ Славари који светкују светог Николу, за вечеру обавезно спремају рибу. Сва родбина за време крсне славе, после богослужења у цркви одлази код најстаријег рођака славара, где заседне и по три дана славећи славу. Код старог врањског друштва славиле су се две славе: једна летња и једна зимска.

## Првине
Прва вода из новог ископаног бунара, захватала се и њоме пунила стакленица („шише“), па се бацала преко куће. Уколико се стакленица не би разбила при паду узимала се, а ако јесте, онда комади од разбијене стакленице, а затим се стављало на кућно слеме. Ово се практиковало у старом Врању код свих друштвених слојева и становништва свих етничких припадности.
Жртвовање житарица птицама о новој жетви, обичавало се и код сеоског и код варошког становништва. Наиме, након сваке нове жетве приликом вршидбе жита, на стожер се стављао сноп жита. За време жетве кукуруза на јесен, на стожер се стављао по неки клип кукуруза и тиква. Тиква би се стављала за стожер, а кукурузни клипови би се привезали за стожер „као дар Божји“ птицама.

## Крвна освета
Код старог врањског друштва, како сеоског тако и градског јављала се институција крвне освете као одраз за некакву нанету срамоту, пре свега за деликте нанете срамоте кући, роду, фамилији, личности или прељубе, односно блуда. Такође се јављала и за јавну увреду.